# Universiteit van Modena en Reggio Emilia
De universiteit van Modena en Reggio Emilia (Italiaans: Università degli Studi di Modena e Reggio Emilia) is een Italiaanse universiteit in de steden Modena en Reggio Emilia in de regio Emilia-Romagna. Acht faculteiten zijn gehuisvest in Modena, vier andere (landbouwwetenschappen, communicatie en economische wetenschappen, pedagogie en ingenieurswetenschappen) in Reggio Emilia. Er volgen 20.000 studenten een opleiding.
De universiteit in zijn huidige vorm als staatsuniversiteit dateert van 1685, maar Modena was eerder de stad van een van de oudste universiteiten, gesticht in 1175, maar terug opgeheven in 1338. Enkele beroemde studenten die de universiteit bezochten, zijn de toneelschrijver Carlo Goldoni in de 17e eeuw, kardinaal Antonio Gabriele Severoli in de 18e eeuw en Sandro Pertini, die president van de Italiaanse Republiek werd, in de 20e eeuw. Tot het professorencorps behoorden Giovanni Battista Venturi in de 18e eeuw, Paolo Ruffini in de 19e eeuw en Marco Biagi, Vittorio Foa en Giuliano Amato in de 20e eeuw.